# Kamtjija (reservoar)
Kamtjija (bulgariska: Камчия) är en reservoar i Bulgarien.   Den ligger i regionen Burgas, i den östra delen av landet, 290 km öster om huvudstaden Sofia. Kamtjija ligger 288 meter över havet.
I omgivningarna runt Kamtjija växer i huvudsak blandskog. Runt Kamtjija är det glesbefolkat, med 18 invånare per kvadratkilometer.